# Сеновец
Сеновец (бел. Сенавец) — посёлок в Чеботовичском сельсовете Буда-Кошелёвского района Гомельской области Белоруссии.

## География

### Расположение
В 18 км на юго-запад от районного центра и железнодорожной станции Буда-Кошелёвская (на линии Жлобин — Гомель), 33 км от Гомеля.

## Транспортная сеть
Транспортные связи по просёлочной, затем автомобильной дороге Жлобин — Гомель. Планировка состоит из короткой прямолинейной улицы, ориентированной с юго-запада на северо-восток и застроенной двусторонне деревянными домами усадебного типа.

## История
Основан в начале XX века переселенцами с соседних деревень. В 1926 году в Чеботовичском сельсовете Уваровичского района Гомельского округа. В 1929 году жители посёлка вступили в колхоз. Во время Великой Отечественной войны в августе 1943 года оккупанты сожгли 20 дворов и убили 5 жителей, 8 жителей деревни погибли на фронте. В составе совхоза «Чеботовичи» (центр — деревня Чеботовичи).

## Население

### Численность
- 2004 год — 24 хозяйства, 35 жителей.

### Динамика
- 1925 год — 25 дворов, 119 жителей.
- 1940 год — 129 жителей.
- 2004 год — 24 хозяйства, 35 жителей.